# 커럽터
《커럽터》(영어: The Corruptor)는 1999년 공개된 미국의 액션 영화이다.

## 출연
- 저우룬파 - 닉 천 경위 역
- 마크 월버그 - 대니 월리스 형사 역
- 바이런 맨 - 보비 부 역
- 킴 챈 - 베니 "엉클 베니" 웡 역
- 릭 영 - 헨리 리 역
- 폴 벤빅터 - FBI 요원 피트 셔바커 역
- 브라이언 콕스 - 숀 월리스 역
- 토바 펠드슈 - 연방 검사 마거릿 휠러 역
- 보 스타 - 스탠 클라인 경감 역
- 마리 마티코 - 메이 역

## 우리말 녹음
KBS 성우진 (2000년 9월 23일)
- 신성호 - 닉 천 (저우룬파)
- 오인성 - 대니 (마크 월버그)

外
SBS 성우진 (2004년 9월 12일)
- 신성호 - 닉 천 (저우룬파)
- 구자형 - 대니 월리스 (마크 월버그)
- 한상혁 - 헨리 리 (릭 영)
- 송두석 - 숀 월리스 (브라이언 콕스)
- 장승길 - 보비 부 (바이런 맨)
- 김규식
- 최옥희
- 송연희
- 임은정
- 황윤걸
- 김승준
- 오인성
- 장성호
- 윤세웅